# Tortilla Soup – Die Würze des Lebens
Tortilla Soup – Die Würze des Lebens (Originaltitel: Tortilla Soup) ist eine US-amerikanische Filmkomödie aus dem Jahr 2001. Regie führte María Ripoll, das Drehbuch schrieben Vera Blasi, Ramón Menéndez und Tom Musca. Die Hauptrolle in der Neuverfilmung von Ang Lees Eat Drink Man Woman aus dem Jahr 1994 spielte Hector Elizondo.

## Handlung
Martin Naranjo, ein in den USA lebender Witwer mexikanischer Abstammung, ist Chefkoch im eigenen Restaurant. In seinem Haus wohnen die drei erwachsenen Töchter: Leticia, die älteste, ist Chemielehrerin, die zweite Carmen wurde nach dem Betriebswirtschaftsstudium Unternehmensberaterin, die jüngste, Maribel, soll erst einmal studieren. Die Frauen machen sich Sorgen um ihren Vater. Nach einem gemeinsamen Essen streiten sie in der Küche um ihre Lebenseinstellungen, bis Maribel einen Teller zerbricht. Die Schwestern zerbrechen weitere Teller und singen danach gemeinsam.
Martin lernt die gleichaltrige Witwe Hortensia kennen, die an dem alleinstehenden Witwer zunehmend interessiert ist. Er freundet sich auch mit ihrer Tochter Yolanda und mit ihrer Enkelin an.
Leticia kommt dem Sportlehrer Orlando Castillo näher. Bald bekommt sie Liebesbriefe, die sie sehr erfreuen. Nach der Lektüre eines Briefes unterbricht sie ein Spiel und küsst in aller Öffentlichkeit den überraschten Orlando. Es stellt sich heraus, dass er die Briefe gar nicht geschrieben hat, sie waren vielmehr ein Scherz seiner Schüler. Orlando tröstet Leticia damit, dass er die Briefe gerne geschrieben hätte, dann küsst er sie. Leticia nimmt Orlando mit sich nach Hause und stellt ihn der überraschten Familie als ihren Ehemann vor.
Carmen soll Geschäftsführerin eines Unternehmens in Barcelona werden. Maribel erschreckt Martin mit der Ankündigung, vor dem Studium ein oder zwei Jahre Auszeit nehmen zu wollen. Einer der Köche, ein Freund von Martin, wird in der Küche des Restaurants ohnmächtig. Als er nach einem Krankenhausaufenthalt ins Restaurant zurückkehrt, stirbt er.
Martin sagt während eines Festessens, diesmal hätte er etwas anzukündigen; er wolle wieder heiraten. Die anwesende Hortensia erwartet einen Heiratsantrag, doch Martin bittet um die Hand ihrer Tochter Yolanda. Die Töchter sind nach dem anfänglichen Schock erfreut, die wütende Hortensia beschimpft Martin als „Perversling“.
Martin bringt Carmen zum Flughafen und verabschiedet sich von ihr. Bald darauf erscheint sie in Martins Haus und meint, sie würde doch nicht nach Barcelona fliegen. Sie bereitet ihm ein exklusives Essen zu.
Später sieht man Carmen als neue Chefköchin des Restaurants. Sie bewirtet die versammelte Familie. Yolanda ist schwanger, sie erwartet ein Mädchen.

## Kritiken
Roger Ebert schrieb in der Chicago Sun-Times vom 24. August 2001, dem Drehbuch sei die zu große Anzahl an Autoren anzusehen. Er bezeichnete Tortilla Soup als typischen Familienfilm, in dem die Beteiligten am Anfang alleinstehend und am Ende verheiratet seien. Ebert schrieb, die „gute“ Besetzung würde diese Formel mit Leben füllen; er lobte die „magische Wärme“ (magical warm) der Darstellung von Hector Elizondo.
Die Berliner Zeitung bezeichnete die Komödie als „leicht bekömmliche Kost“.

„Sinnliche Komödie um Familie, Essen und den Konflikt zwischen den Generationen, deren Personen eher schablonenhaft entwickelt werden. Dadurch gibt sich der Schwung der Inszenierung zunehmend als Selbstzweck zu erkennen.“

## Auszeichnungen
Elizabeth Peña gewann 2002 den Filmpreis American Latino Media Arts Award, für den auch der Film selbst, die Regisseurin Maria Ripoll, die Drehbuchautoren sowie Hector Elizondo, Jacqueline Obradors und Paul Rodriguez nominiert waren.
Der Film, der 2002 den Imagen Foundation Award gewann, war außerdem für den Casting Society of America Award nominiert.